# زوج عجیب (فیلم)
رفقای عجیب (انگلیسی: The Odd Couple) یک‌ فیلم‌ کمدی آمریکایی محصول سال ۱۹۶۸ به کارگردانی جین ساکس و بر اساس نمایشنامه‌ای به همین نام از نیل سایمون است‌.

## داستان
دو دوست تلاش می‌کنند تا در یک آپارتمان در کنار یکدیگر زندگی کنند، اما سبک زندگی آن‌ها بسيار با هم فرق دارد و…

## بازیگران
- جک لمون
- والتر ماتائو
- هرب ادلمن
- جان فیدلر
- ديويد شینر
- لری هاینس
- مونیکا ایوانز
- کارول شلی
- بیلی برد
- آیریس ادرین
- آنجلیک پتیجان
- تد بنیادس